# سندرية
سُندِرية أو سُندريو أو (نقحرة: سوندْرِيو) (بالإيطالية: Sondrio)‏ (عرفت قديما بالألمانية: Sünders أو Sonders، باللاتينية: Sundrium ، باللومباردية: Sùndri ، بالرومانشية: Sunder) هي مدينة وكومونا إيطالية وتقع في قلب فالتيلينا. بلغ عدد سكان سُندِرية حوالي 21,876 نسمة (2015) وهي المركز الإداري لمقاطعة سُندِرية. حصلت سُندِرية على جائزة أفضل مدينة في جبال الألب في عام 2007.

## السكان
في سنة 1861 بلغ عدد السكان 6٬284 نسمة، وتطور العدد ليصل في سنة 2011 لـ 21٬642 نسمة.
يظهر هذا المخطط البياني تطور النمو السكاني لـ سُندرية

## التاريخ

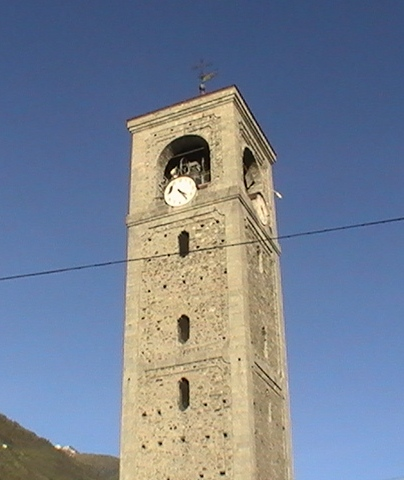
برج ليغاريانا

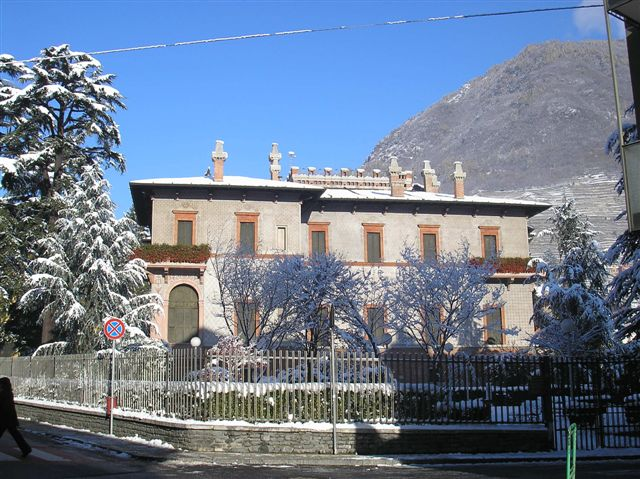
مكتبة فيلا كوادريو.

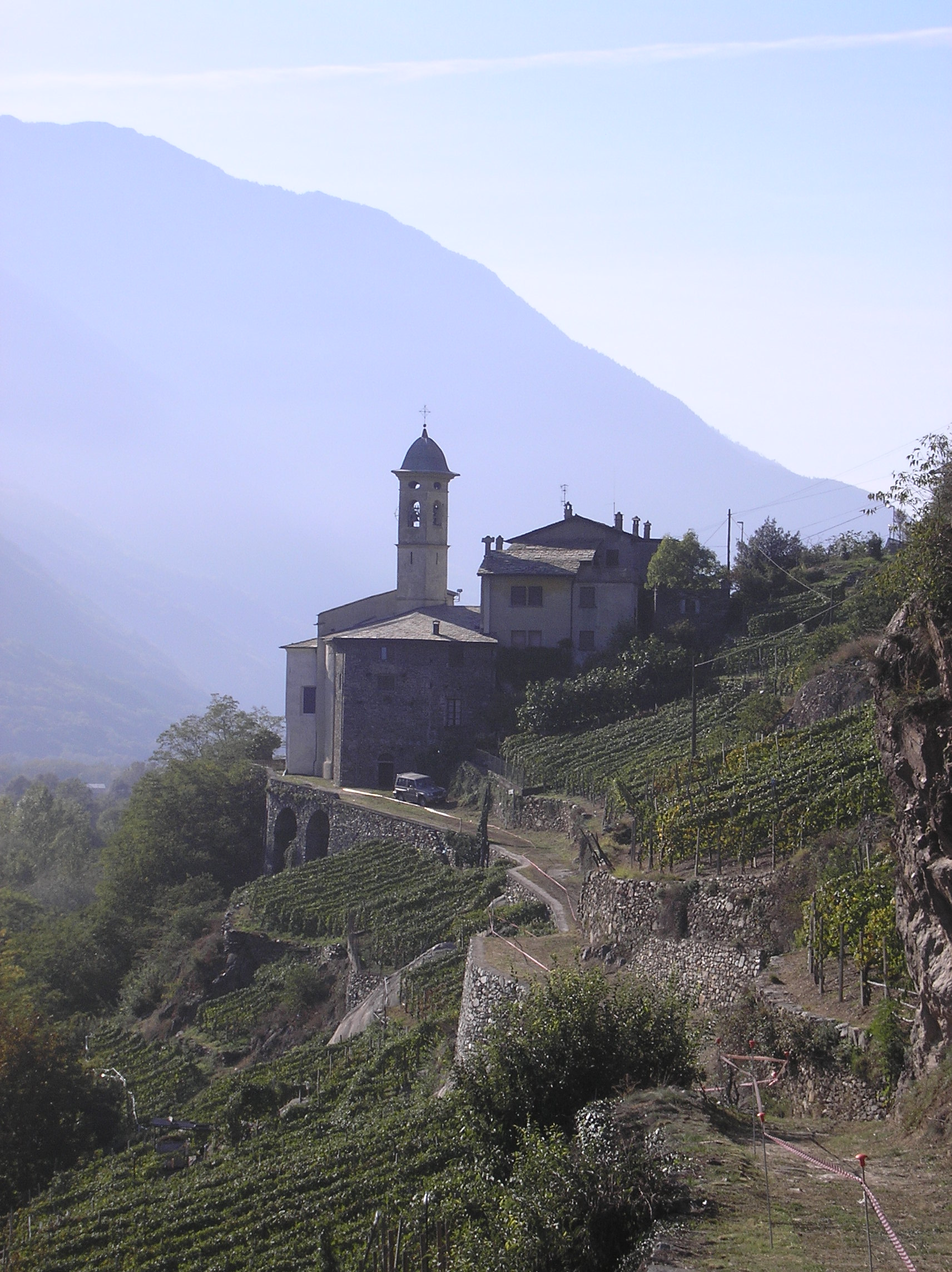
مادونا ديلا ساسيلا، مزار قريب.

بنيت سُندِرية من قبل اللومبارديين على موقع معسكر روماني قديم، وسميت بلغتهم سوندري Sùndri وتعني «الملك الخاص» وباللاتينية Sundrium، في إشارة إلى وضع الرجال الأحرار (arimanni) من أصحاب المدينة والأرض المحيطة بها.
وبعد سقوط مملكة اللومبارد في إيطاليا، أصبحت سُندِرية جزءًا من الإمبراطورية الرومانية المقدسة. تم وضعها تحت إمرة نقباء فيتزولا الذين سيطروا على أغلب فالتيلينا من عام 1040 بقرار من الإمبراطور هنري الثاني. دخلت المدينة في الحرب بين فصيلي غويلف وغيبيليني في كومو القريبة في الفترة من 1310 إلى 1335، وحربها ضد ميلان. وقاومت عدة هجمات من قبل كوماسكي، ثم أصبحت سُندِرية وفالتيلينا في عام 1335 جزءًا من أراضي بيت فيسكونتي من ميلانو.
أصبحت سنودريو محكومة من عصبة الرماديين الثلاثة Tre Leghe Grigie من غريسون من النصف الثاني من القرن السادس عشر حتى نهاية القرن الثامن عشر، حيث كانت عاصمة فالتيلينا. وبعد عهد الإصلاح، أصبحت سُندِرية مركزًا للصراعات الشديدة بين آل فالتيلينيسي الكاثوليكيين وغريسون البروتستانت. وفي عام 1620، قام المواطنون بقيادة جياكومو روبوستيلي بقتل 180 بروتستانتيًا وأعلنوا استقلال فالتيلينا.
أصبحت سُندِرية جزءًا من الجمهورية الألبية (مملكة إيطاليا النابوليونية لاحقة) بعد غزو نابليون، وتم ضمها مع فالتيلينا إلى مملكة لومبارديا فينيشيا النمساوية، وحاربوا بشدة من أجل استقلالهم.

## الجغرافيا
تقع المدينة في وسط المقاطعة، وتحدها بلديات ألبوساجيا وكايالو وكاستيوني أنديفينو وفايدو فالتيلينو ومونتانيا إن فالتيلينا وسبريانا وتوري دي سانتا ماريا. وقراها (frazioni) هي أركوينو، كولدا، جوالتييري، ليغاري، موروني، موسيني، بونكييرا، سانتانا، ساسيلا، تريانغيا، ترياسو.

## الاقتصاد
تحتوي أراضي سُندِرية على العديد من مزارع الكروم. وتشمل الخمور المنتجة ساسيلا وغروميلو. يمثل النبيذ أحد الموارد الرئيسية لهذه المنطقة إلى جانب السياحة، وخاصة في فصل الشتاء.
ومن القطاعات الهامة الأخرى في اقتصاد سُندِرية هي المجالات المصرفية، مع مصربف بانكا بوبولاري دي سُندِرية وكريديتو فالتيلينيزي، وكلاهما مقرهما في سُندِرية ومدرجان في بورصة ميلانو.

## المعالم السياحية الرئيسية
يقع قلب سُندِرية في ساحة غاريبالدي المركزية. ولا يبعد كثيرا عن قصر بالاتزو ساسي، وهو مقر متحف الفن والتاريخ في فالتيلينا. تقع قلعة ماسيغرا بالقرب من الطريق القديم إلى فالمالينكو الذي يربط المدينة بسويسرا، وتضم القلعة المتحف التاريخي لحكم غريسون.
أعيد بناء كنيسة سانتي جيرفاسيو إي بروتاسيو على الطراز النيوكلاسيكي في عام 1838، وتم بناؤها أصلا في القرن الثاني عشر ككنيسة جماعية وكاتدرائية رومانسيكية. تشمل المعالم الأخرى توري ليغاريانا، الذي كان في السابق برج الجرس الخاص بالكنيسة، وبالاتزو بريتوريو، الذي كان في السابق مقر حكومة غريسون.

## الرياضة
سُندِرية كالتشو هو نادي كرة القدم الرسمي في المدينة ويلعب حاليا في سيري د.

## وصلات خارجية
- Official website (بالإيطالية)
- Sondrio tourist website
- Sondrio weather website